# Matt Lojeski
Matthew « Matt » Thomas Lojeski, né le 24 juillet 1985 à Racine dans le Wisconsin, est un joueur américain possédant la nationalité belge de basket-ball. Il évolue au poste d'arrière. Lojeski est connu pour son adresse à trois points.

## Biographie
En championnat universitaire, il a évolué pour l'Eastern Wyoming College de 2003 à 2005, il rejoint ensuite les Hawaii Rainbow Warriors de l'université d'Hawaï à Mānoa pour les saisons de 2005 à 2007.
Il intègre en 2007 le championnat belge de basket-ball dont il fut l'un des meilleurs joueurs : il en reçoit 2 fois le titre de MVP de la saison régulière, en 2009 (avec les Okapi Aalstar) et en 2013. Lors de cette saison, il participe avec Ostende à l'EuroCoupe. L'équipe est éliminée dès la phase régulière, mais Lojeski est nommé meilleur joueur de la première journée avec une évaluation de 34.
En juillet 2013, il signe un contrat de deux ans avec l'Olympiakós, double champion d'Europe.
En août 2017, Lojeski quitte l'Olympiakos pour rejoindre son principal rival, le club athénien du Panathinaïkos. Il y signe un contrat d'un an.
En août 2019, Lojeski rejoint le Tofaş Spor Kulübü.
Au mois de juillet 2020, il fait son retour dans le championnat grec en s'engageant avec l'AEK Athènes pour une saison.